# Alexandre Duranton
Alexandre Duranton (ur. 1783 w Cusset, zm. 1866) prawnik francuski.
Był profesorem paryskiej szkoły prawa. Opublikował między innymi "Traite des contrats et obligations" (1819)